# Блок 1
Блок 1 (насеље Фонтана) је један од новобеоградских блокова..
Оивичен је улицама Народних хероја, Омладинских бригада, Париске комуне и Булеваром Зорана Ђинђића.
Између Блока 1 се налази Блок 2, Блок 3, Блок 31, Блок 32, Блок 33 и Блок 34.
У блоку се налази ОШ „Душко Радовић“ и биоскоп "Фонтана".
Један је од првих модерних новобеоградских насеља, а његова изградња кренула је 1957. године,а цео блок је у потпуности изграђен 1964.године.
Блок је градило ГП "РАД"